# Milan Arnejčič
Milan Arnejčič, slovenski nogometaš, * 18. oktober 1942, Maribor, † 8. marec 2024, Maribor.
Arnejčič je začel pri klubu Železničar Maribor, ob začetku in koncu kariere igral za Maribor v prvi in drugi jugoslovanski ligi, vmes pa za Crveno Zvezdo, s katero je osvojil naslov jugoslovanskega državnega prvaka in jugoslovanski pokal, in Grazer AK.